# Нижняя носовая раковина
Нижняя носовая раковина (лат. concha nasalis inferior) — парная кость, расположенная в полости носа, является границей нижнего и среднего носовых ходов. Представляет собой тонкую изогнутую костную пластинку. Состоит из тела и трёх отростков. Верхним краем нижняя носовая раковина срастается с раковинным гребнем перпендикулярной пластинки нёбной кости, а также с раковинным гребнем верхней челюсти. Нижний край свободен и изогнут кнаружи.
От верхнего края тела кости отходят три отростка — слёзный, верхнечелюстной и решётчатый. Слёзный отросток расположен спереди; направляясь кверху, достигает слёзной кости. В средних отделах кости берёт начало верхнечелюстной отросток, который, направляясь книзу, частично прикрывает верхнечелюстную расщелину, соединяющую полость носа с верхнечелюстной пазухой.
На заднем крае тела расположен решётчатый отросток; он поднимается вверх и соединяется с крючковидным отростком решётчатой кости.

## Галерея

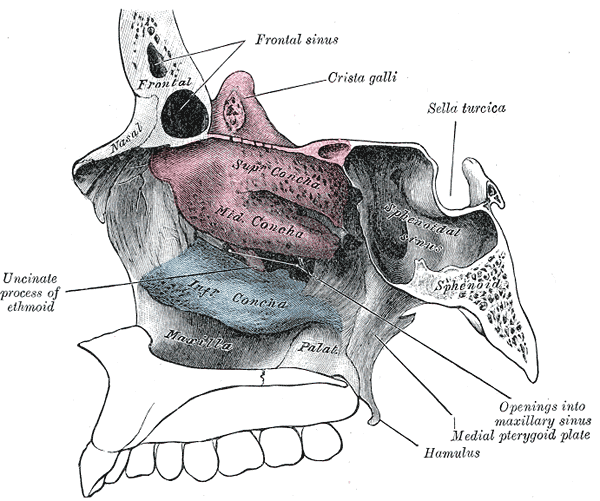
Латеральная стенка полости носа.
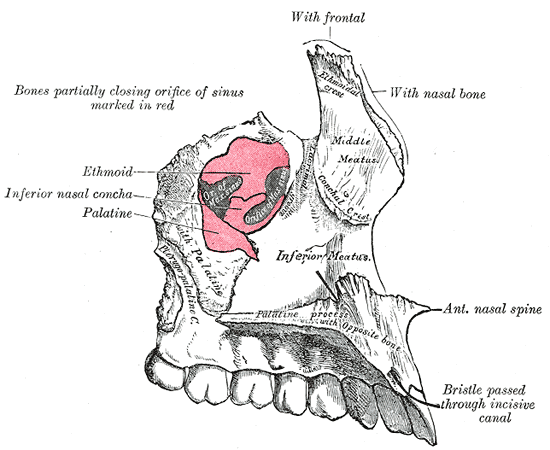
Левая верхняя челюсть, назальная поверхность.
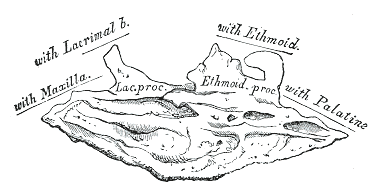
Правая нижняя носовая раковина, медиальная поверхность.
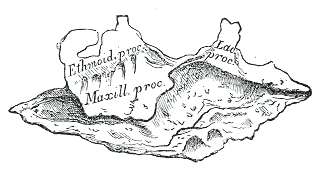
Правая нижняя носовая раковина, латеральная поверхность.
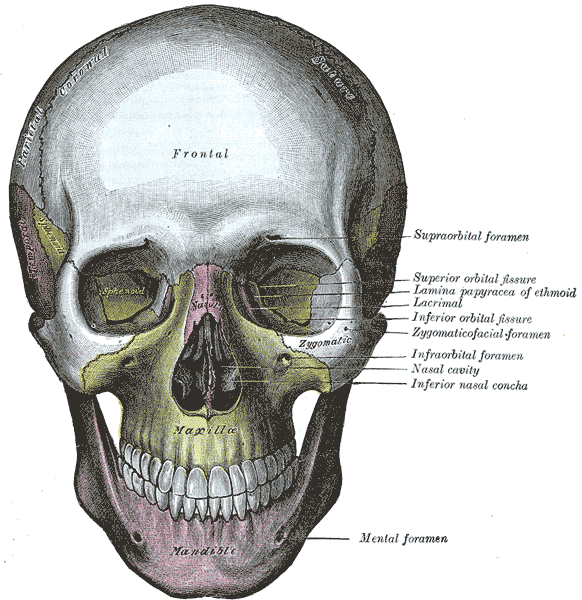
Череп спереди.
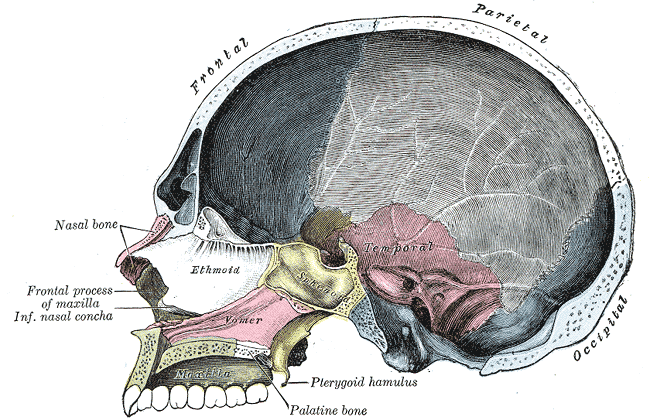
Сагиттальный срез черепа.
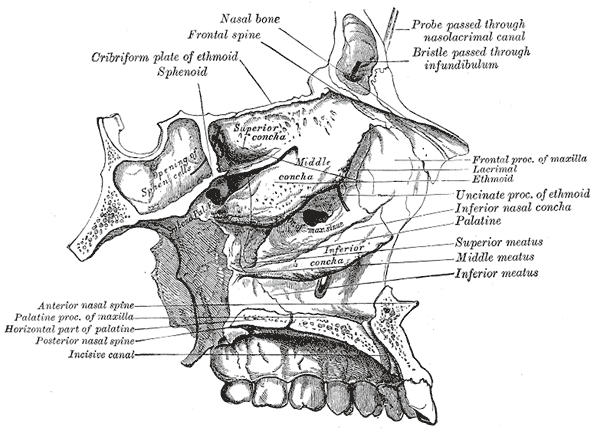
Крыша, дно и боковая стенка левой половины полости носа.
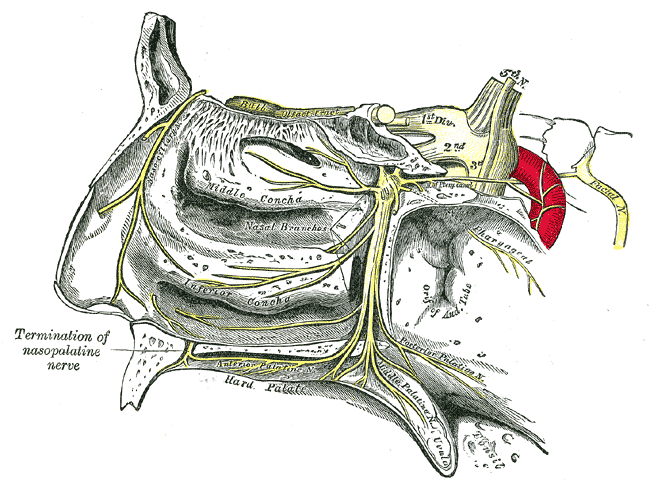
Клиновидно-нёбный узел (Меккеля) и его ветви.
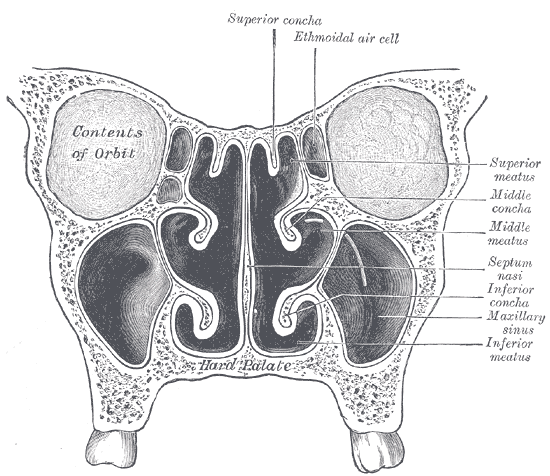
Корональный срез полости носа.
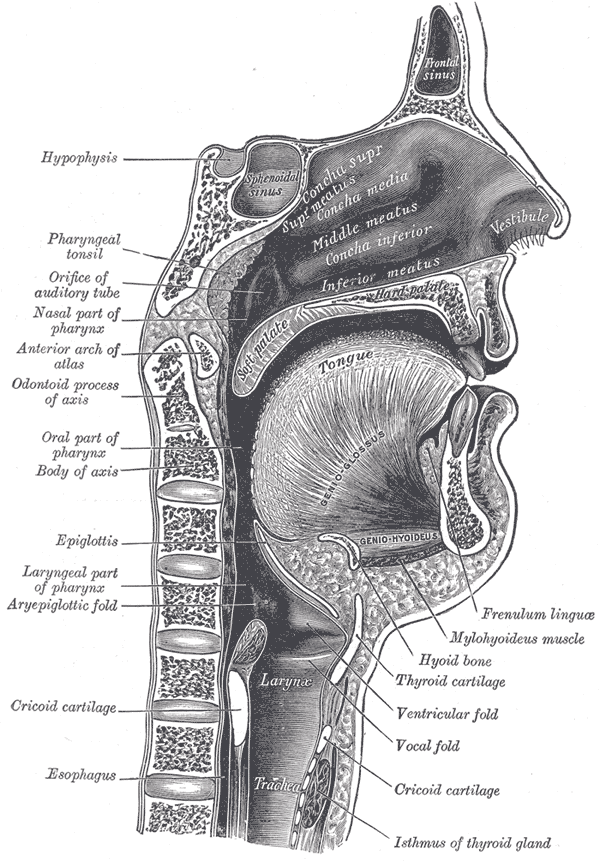
Сагиттальный срез верхних дыхательных путей.